# 大田文
大田文（おおたぶみ）とは、中世日本とくに鎌倉時代に国単位で作成された国内の公領・荘園別の田地面積、所有関係などを記載した文書（土地台帳）。田文（たぶみ）・田数帳（でんすうちょう）・田数目録（でんすうもくろく）などの別名がある。

## 概要
その成立は、一国平均役が導入され、荘園整理令が度々出された11世紀後半から院政期と推定されているが、現存する21種（うち断簡8種）は全て鎌倉時代以後のものである。大田文には大きく分けて2つあり、1つは国司が在庁官人に命じて作成されたもの、もう1つは幕府が国衙に命じて作成されたものである。前者は役夫工米・造内裏役・大嘗会役などの一国平均役の賦課のために、後者は地頭補任や大番役などの御家人役の賦課のために、作成されて賦課台帳として用いられたと考えられている。作成には国衙にあった検注帳や荘園の立券文書、御家人や荘園からの報告を参考にしたとみられている。後には段銭の賦課の台帳としても用いられた。
鎌倉時代、承久の乱後の幕府が作成した土地台帳。義時が国衙に命じて作成され、一国ごとの田畑の面積、公領・荘園の区別、荘園領主や地頭の名などが記載されていた。これをもとに幕府は地頭の任命や御家人への軍役・番役負担を割り当てた。